# 维埃纳昂纳尔蒂
维埃纳昂纳尔蒂（法語：Vienne-en-Arthies，法語發音：[vjɛn ɑ̃.n‿aʁti] ⓘ）是法国法兰西岛大区瓦兹河谷省的一个市镇，属于蓬图瓦兹区。

## 地理
维埃纳昂纳尔蒂（49°3'59"N, 1°43'5"E）面积3.76 平方千米，位于法国法蘭西島大區瓦兹河谷省，该省份为法国北部内陆省份，北起瓦兹省，西接厄尔省，南至塞纳-圣但尼省、上塞纳省和伊夫林省，东临塞纳-马恩省。
与维埃纳昂纳尔蒂接壤的市镇（或旧市镇、城区）包括：维莱昂纳尔蒂、圣西尔昂纳尔蒂、韦特伊。

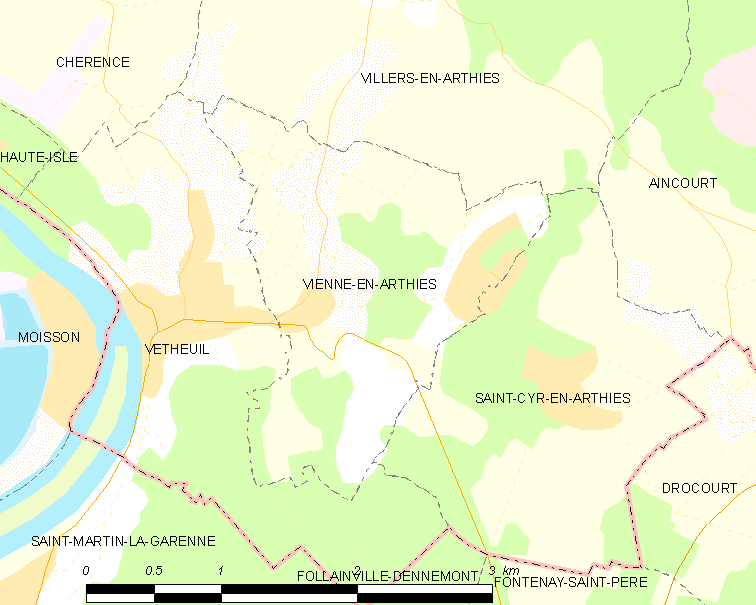
维埃纳昂纳尔蒂的OSM定位图

维埃纳昂纳尔蒂的时区为UTC+01:00、UTC+02:00（夏令时）。

## 行政
维埃纳昂纳尔蒂的邮政编码为95510，INSEE市镇编码为95656。

## 政治
维埃纳昂纳尔蒂所属的省级选区为沃雷阿勒县。

## 人口

1962-2008年间维埃纳昂纳尔蒂人口变化图示

维埃纳昂纳尔蒂于2022年1月1日时的人口数量为360人。